# 日本小口鰈
日本小口鰈為輻鰭魚綱鰈形目鰈亞目鰈科的其中一種，為溫帶海水魚，分布於西北太平洋日本及朝鮮半島南部海域，棲息深度42-200公尺，體長可達22公分，棲息在沙泥底質底層水域，生活習性不明，可做為食用魚。